# Michael Sessions
Michael Sessions (* 22. September 1987) ist ein ehemaliger US-amerikanischer Kommunalpolitiker. Im Jahr 2005 wurde er als 18-Jähriger Bürgermeister in Hillsdale im Bundesstaat Michigan. Die Stadt hat rund 8.200 Einwohner.
Michael Sessions machte am 8. November 2005 über die Vereinigten Staaten hinaus Schlagzeilen, als er unerwartet bei den Wahlen für das Bürgermeisteramt in der Kleinstadt Hillsdale als Sieger hervorging. Der Schüler erhielt bei der Wahlauszählung 670 Stimmen und lag damit um zwei Stimmen vor dem bisherigen Amtsinhaber Douglas Ingles (668 Stimmen).
Seinen Wahlkampf begann Sessions zwei Tage nach Vollendung des 18. Lebensjahres. Er investierte darin etwa 700 US-Dollar, die er in einem Ferienjob verdient hatte. In Gesprächen mit Bürgern stellte er sich als die bessere Alternative dar. Er musste seine Unterstützer ermuntern, seinen Namen auf die Stimmzettel zu schreiben. Wählersympathien gewann er wohl auch durch sein Versprechen, die Anzahl der städtischen Feuerwehrleute von drei auf vier aufzustocken.
Am 21. November legte er den Amtseid als Bürgermeister für eine vierjährige Wahlperiode unter anderem in Anwesenheit mehrerer Kamerateams, auch aus dem Ausland, ab. Die Teilzeittätigkeit wird mit Amtsbezügen von jährlich 3.000 US-Dollar honoriert.
Sessions war der jüngste Bürgermeister in der Geschichte des im Hillsdale County südwestlich von Detroit gelegenen Ortes und einer der jüngsten in der US-Geschichte.
Im Jahr 2007 wurde er wegen einer Krebserkrankung behandelt. Nach Abschluss der High School hat Sessions ein Studium am College seiner Heimatstadt aufgenommen.
Im Jahr 2009 trat Sessions nicht zur Wiederwahl als Bürgermeister an, da sein bevorstehender College-Abschluss und seine Zukunftspläne einer zweiten vierjährigen Amtszeit im Wege stünden.